# Arichanna arfaca
Arichanna arfaca är en fjärilsart som beskrevs av James John Joicey. Arichanna arfaca ingår i släktet Arichanna och familjen mätare. Inga underarter finns listade i Catalogue of Life.